# Michael Roch
Œuvres principales
- Moi, Peter Pan
- Le Livre jaune
- Tè mawon

Michael Roch, né le 13 septembre 1987 à Décines et vivant en Martinique, est un écrivain français dont les écrits s’inscrivent dans les genres fantastique et de science-fiction.

## Biographie
Après ses études d'archéologie, Michael Roch est d'abord médiateur culturel à La Cité de la Préhistoire d'Orgnac-l'Aven (Ardèche).
En parallèle, il devient un des prescripteurs littéraires les plus influents en ligne avec la création de la chaine Youtube « La Brigade du livre » en janvier 2015 avec Lilian Peschet. Ses vidéos sont produites sous le label Pandora créations, aux côtés du Fossoyeur de Films et Axolot. Il tournera notamment, en 2016, un épisode au Louvre,.
Il emménage en Martinique en 2015 pour renouer avec une partie de ses racines  et y mène des ateliers d'écriture sur le thème de l'Afrofuturisme en milieu carcéral et universitaire (Université des Antilles). Il y enseigne également le storytelling à l’École supérieure d’animation 3D Parallel 14,.
Il est membre de la Fabrique décoloniale qui rassemble sociologues, politologues et artistes autour de la question de la décolonialité.

## Carrière littéraire
Il publie ses premières nouvelles dans le fanzine Banzaï, puis est publié à partir de 2012 en numérique dans la collection Pulp chez Walrus. Il y écrit deux livres de science-fiction, Twelve et Mortal Derby X, ainsi qu'un recueil de nouvelles, Boîte de Schrödinger - Expérience 1.
En 2016, il publie Moi, Peter Pan chez les éditions Mü. Issue d'une nouvelle rédigée dans le cadre d’un atelier d’écriture animé par le romancier Alfred Boudry, elle devient un roman à la demande Davy Athuil, éditeur chez Mü, qui en écouté la lecture à la fin de l’atelier. Le roman, reprenant les personnages de J. M. Barrie, dont Peter Pan lui-même, est divisé en plusieurs tableaux liés par ce personnage . Le roman est sélectionné au grand prix de l'Imaginaire 2018.
La même maison d'édition publie en 2019 Le Livre jaune s'inspirant du roman Le Roi en jaune de Robert W. Chambers et de l'univers de H. P. Lovecraft, en tissant des liens avec le mouvement d'astroblackness.
En 2020, Rocambole réédite Twelve et Mortal Derby X aux côtés d’une nouvelle série : Héritiers.
En 2022, il publie aux éditions La Volte, le roman Tè mawon (« terre marron »). Ce récit de science fiction afrofuturiste caribbéen utilise la Martinique et la Caraïbe en toile de fond, et fait référence à la notion de « Tout-Monde » d'Édouard Glissant. Il mélange les dialogues en français avec du créole martiniquais, guadeloupéen et haïtien voire des néologismes créoles. La même année il est invité « coup de cœur » au Festival Les Imaginales d'Épinal,. La chercheuse Gina Stamm compare Tè mawon avec un autre roman, L'Invention des corps.
En 2023, il publie Les Choses immobiles dans le label Mu des éditions Mnémos.

## Œuvres

### Romans
- Mortal Derby X[24], Walrus, 2015
- Twelve[25], Walrus, 2014
- Les Vicariants, tome 1[26], Mü, 2016  (ISBN 1092961437)Écrit avec Alfred Boudry, Marc Vassart, Benjamin Catel et Aléric de Gans.
- Moi, Peter Pan, Mü, 2016  (ISBN 979-1092961607)Réédition, Gallimard, coll. « Folio SF » no 628, 2019 (ISBN 978-2-07-276733-3)
- Le Livre jaune, Mü, 2019  (ISBN 978-2-07-287062-0)Réédition, Gallimard, coll. « Folio SF » no 675, 2021 (ISBN 978-2-07-287062-0)
- Tè Mawon, La Volte, 2022  (ISBN 978-2-37049-189-3)
- Les Choses immobiles, Mnémos, 2023  (ISBN 9782382670774)

### Recueils de nouvelles
- La Boîte de Schrödinger - Expérience 1, Wlarus, 2012
- * Lanvil emmêlée, La Volte, 2024[27]

### Nouvelles
- Les vies de Man Pitak, Nos Futurs Solidaires, 2022 [28]
- Aux portes de Lanvil, 2021 [29]
- Avaler la terre [30]
- Anba Fey Lanvil, 2017[31]
- L’heure où s’écrasent les zabèy, Par-delà l'horizon, Editions ActuSF, 2021[32]
- Walrus Institute 2 : Monsters !, éditions Walrus, 2015[33]
- Trois coups contre ma porte, éditions Walrus, 2013[34]
- L'homme dont la tartine ne tombait jamais du côté beurré, 2013[35]